# Anna Karlovna Skavronskaja
Anna Karlovna Skavronskaja, (in russo: Анна Карловна Скавронская) (18 dicembre 1722 – San Pietroburgo, 11 gennaio 1776), è stata una nobildonna russa.

## Biografia
Era la figlia di Karl Samoilovič Skavronskij, fratello maggiore di Caterina I, e di sua moglie, Marija Ivanovna Skavronskaja. Nel 1727 suo padre ricevette il titolo di conte.
Divenne damigella d'onore dell'imperatrice Elisabetta.

## Matrimonio
Sposò, il 31 gennaio 1742, presso la corte, Michail Illarionovič Voroncov. Ebbero quattro figli:
- Anna Michajlovna (13 aprile 1743-21 febbraio 1769), sposò il conte Aleksandr Sergeevič Stroganov;
- Nikolaj Michajlovič (23 febbraio 1751-23 aprile 1751);
- Marija Michajlovna (14 gennaio 1753-25 luglio 1753);
- Elisaveta Michajlovna (11 luglio 1757-16 giugno 1758).

Anna Karlovna godette di grande fama come una bella donna ed era ancora considerata tra le più grandi bellezze di San Pietroburgo. Oltre alla sua bellezza, Anna era intelligente e di buon cuore.
Dopo che rimase vedova si prese cura dei suoi nipoti, figli di Roman Illarionovič Voroncov, che rimasero orfani di madre.

## Morte
Morì l'11 gennaio 1776. Fu sepolta nel cimitero del Monastero di Aleksandr Nevskij.